# Anders Schultze
Anders Schultze, död 1703 i Falun, var en svensk domkyrkoorganist  mellan 1677 och 1682 i Västerås församling. 

## Biografi
Schultze var domkyrkoorganist i Västerås församling mellan 1677 och 1682. Han flyttade 1681 till Falun och arbetade där som organist i Falu Kristine församling. Han begravs den 2 oktober 1703 i Falun.
Han var troligen hovkapellist 1680 (1670-talet).